# Valea Ierii
Valea Ierii est une commune de Transylvanie, en Roumanie, dans le județ de Cluj. Elle est composée des villages de Valea Ierii, Caps, Cerc, Plopi.

## Histoire
Les villages de la commune de Valea Ierii n'apparaissent pas sur la carte Joséphine de Transylvanie de 1769 à 1773.
Parmi les premiers habitants du village de Valea Ierii figurent les traîtres d'Horea qui fuient, avec leurs familles de l'actuelle commune d'Horea (comté d'Alba), craignant la vengeance des rebelles à partir de 1784. Ils traversent la montagne, alors boisée et sans voies d'accès, ils s'installent en amont de l'actuel village de Valea Ierii (à cette époque non encore établi), au lieu-dit Dâmbul Cucului, où ils construisirent une cabane d'où le premier hameau tire son nom. L'ancien hameau s'appelait Caps pour Casa Autonomă a Pădurilor Statulu ce qui signifie "Maison autonome des forêts domaniales".
Le village de Valea Ierii est documenté en 1840, où il est indiqué qu'à cette époque c'était un hameau du village voisin de Hășdate.

## Démographie
Selon le recensement effectué en 2011, la population de la commune Valea Ierii s'élève à 888 habitants, en baisse par rapport au précédent recensement de 2002 de 1026 habitants. La plupart des habitants sont des Roumains (95,16%), avec une minorité de Hongrois (1,46%). Pour 3,04% de la population, l'origine ethnique est inconnue. D'un point de vue religieux, la majorité des habitants sont orthodoxes (86,82%), avec une minorité de pentecôtistes (7,09%). Pour 3,15% de la population, l'appartenance religieuse n'est pas connue. 

## Patrimoine
- Le cimetière des héros roumains de la Seconde Guerre mondiale, construit en 1944, est situé sur la route communale Valea Ierii - Muntele Rece et a une superficie de 60 mètres carrés. 15 héros célèbres sont enterrés dans ce cimetière, dans des tombes individuelles.

- Bondureasa (zone paysagère protégée).
- Valea Soimului (zone de chasse protégée).
- Valea Ierii (zone de chasse protégée).

### Bibliographe
- Simon András, Gáll Enikő, Tonk Sándor, Lászlo Tamás, Maxim Aurelian, Jancsik Péter, Coroiu Teodora, Atlasul localităților județului Cluj, Cluj-Napoca, Editura Suncart, 2003 (ISBN 973-864300-7)
- Dan Ghinea, Enciclopedia geografică a României, București, Editura Enciclopedică, 2000 (ISBN 978-973-45-0396-4)